# Rumonge
Rumonge es una comuna de la provincia de Rumonge en Burundi. En agosto de 2008 tenía una población censada de 145 074 habitantes.
Se encuentra ubicada al suroeste del país, cerca de la orilla oriental del lago Tanganica. 